# Adriaen van de Velde
Adriaen van de Velde (nascido em 30 de novembro de 1636, em Amsterdã - falecido em 21 de janeiro de 1672, em Amsterdã) foi um pintor, desenhista e gravurista holandês. Seus temas favoritos eram paisagens com animais e cenas de gênero  . Ele também pintou praias, dunas, florestas, cenas de inverno, retratos em paisagens, bem como cenas mitológicas e bíblicas . Ele pertence a um grupo de pintores conhecido como pintores italianizados holandeses, que combinavam paisagens agrícolas holandesas com cenas mitológicas ou árcades em cenários italianos. Suas pinturas se caracterizam pela composição delicada e cuidadosa e pelo domínio dos efeitos de iluminação, bem como da figura humana .
Adriaen nasceu em Amsterdã, onde foi batizado na Oude Kerk em 30 de novembro de 1636. Ele era filho do pintor marinho Willem van de Velde, o Velho, e de Judith Adriaens van Leeuwen. Seu irmão Willem van de Velde, o Jovem, também era pintor marinho.
Inicialmente, ele estudou com seu pai. Não querendo seguir a tradição familiar de pintura marinha, decidiu se mudar para Haarlem para continuar seus estudos no ateliê de Jan Wynants, um pintor de paisagens. Em Haarlem, ele também conheceu Philip Wouwerman e Paulus Potter, ambos pintores de animais que tiveram uma influência importante em seu trabalho.
Ele colaborou com outros artistas em Amsterdã, geralmente adicionando a equipe ou animais às suas pinturas. Entre esses artistas estavam seu mestre Wynants, Meindert Hobbema, Jacob Isaakszoon van Ruisdael, Adriaen Hendriksz Verboom, Philips Koninck, Jan van der Heyden e Frederik de Moucheron. 
Seu estilo maduro revela a influência de pintores holandeses italianos, como Karel Dujardin, Nicolaes Berchem e Jan Asselijn. 
Entre seus alunos estavam Johannes Innevelt, Johannes van der Bent, Dirck van Bergen e Jacob Coning.